# The Bugs Bunny Birthday Blowout
The Bugs Bunny Birthday Blowout, w Japonii i na ekranie tytułowym jako Happy Birthday Bugs (jap. ハッピーバースディ・バッグス) oraz w Europie jako The Bugs Bunny Blowout – komputerowa gra platformowa wydana na konsolę NES, stworzona przez firmę Kemco i wydany 3 sierpnia 1990 roku w Japonii, we wrześniu 1990 roku w Ameryce Północnej oraz w 1990 roku w Europie.
Gra jest kontynuacją gry The Bugs Bunny Crazy Castle, który został wydany w poprzednim roku.

## Fabuła
Głównym bohaterem tej gry jest najsławniejsza postać stworzona przez braci Warner – Królik Bugs, który obchodzi swoje 50. urodziny. Celem gry jest zebranie marchewek, które po zebraniu i ukończeniu poziomu, zdobywamy punkty za bonus, gdzie można dostać nowe życie. Na końcu drugiego i czwartego poziomu w kolejnych światach czeka na nas boss, m.in. Kurak Leghorn, Kot Sylwester czy Diabeł Tasmański, którzy mają za zadanie pokonać królika Bugsa. Po pokonaniu bossa Bugs przechodzi do następnego poziomu.